# 拜斯韦尔
拜斯韦尔是德国巴伐利亚州的一个市镇。总面积26.29平方公里，总人口1307人，其中男性655人，女性652人（2011年12月31日），人口密度50人/平方公里。